# San Carlos (kommun i Colombia, Antioquia, lat 6,20, long -74,92)
San Carlos är en kommun i Colombia.   Den ligger i departementet Antioquía, i den centrala delen av landet, 200 km nordväst om huvudstaden Bogotá. Antalet invånare är 15 826. Arean är 702 kvadratkilometer.
Terrängen i San Carlos är kuperad åt nordost, men åt sydväst är den bergig.